# Robert Mahler
Robert Mahler est né en 1946. Il est ancien président France d'Alstom.

## Biographie
Diplômé de Supélec en 1972, Robert Mahler a suivi l'ensemble de sa carrière chez Alstom. Il y a été successivement chef de projet pour les infrastructures de la métallurgie, directeur de l’activité Turbine à gaz et président du secteur Transport et Distribution d’électricité. Il a pris la présidence France d'Alstom en avril 2000.
Robert Mahler est également président du Groupement des industries de l’équipement électrique, du Contrôle-Commande et des Services Associés (Gimélec), vice-président de la Fédération des industries électriques, électroniques et de communication (FIEEC), vice-président du Comité national français du CIGRE (Conseil international des grands réseaux électriques), président de la section Innovation de la CPCI (Commission permanente de concertation pour l’industrie) et membre du conseil scientifique de Gaz de France.
Robert Mahler est également président du comité de direction de Supélec depuis le 21 novembre 2002 et du conseil scientifique de Gaz de France.
Robert Mahler est fait chevalier de la Légion d'honneur, par décret, paru au journal officiel le 13 juillet 1999.